# Шоромка
Шоромка — река в Верхнетоемском районе Архангельской области России, правый приток Северной Двины.

## Описание
Река берёт своё начало в труднопроходимой болотистой местности вблизи Ульянова болота. Шоромка (Шорма) упоминается в описании церквей Сольвычегодского уезда Вологодской епархии: Верхнетоемская Успенская Шоромская пустынь на р. Шорме — правом притоке р. Северная Двина, в 12 верстах от Верхнетоемского погоста …. У самого устья реки расположены две деревни: на правом берегу Шоромская, на левом — Харитоновская, входящие в состав сельского поселения «Двинское».